# طيموشة (مسلسل)
طيموشة (بالفرنسية: Timoucha
)‏ هو مسلسل تلفزيوني كوميدي جزائري عرض لإول مرة في رمضان 1441 هـ (2020).

## قصة
تحكي السلسلة قصة فاطمة الزهراء عنباوي، المعروفة بـ"طيموشة"، التي تواجه تحديات مهنية وشخصية بسبب مظهرها. بعد حصولها على وظيفة في شركة تسويق وإعلانات، تبدأ في إحداث تغيير داخل بيئة تهيمن عليها النظرة السطحية للمظاهر، وذلك في إطار كوميدي يعكس صراع الكفاءات مع الأحكام المسبقة.

## الممثلون
البطولة
- مينة لشطر
- خالد بن عيسى
- نوميديا لزول
- عايدة عبابسة
- طارق بوعرعارة
- ياسمينة عبد المؤمن
- محمد أبركان
- عبد الكريم دراجي
- فوزي بن براهيم
- ليليا بويحياوي

وعدة نجوم وممثلين جزائريين

## الجزء الثالث
بعد غياب دام ثلاث سنوات، عادت السلسلة الكوميدية "طيموشة" بجزئها الثالث في رمضان 2025، من إخراج يحيى مزاحم وتأليف سارة برتيمة. وعُرضت الحلقات الـ26 على قناة سميرة تي في، حيث استمرت القصة في تقديم شخصياتها الرئيسية، وعلى رأسها مينة لشطر.

## روابط خارجية
- طيموشة على موقع IMDb (الإنجليزية)
- طيموشة على موقع قاعدة بيانات الأفلام العربية